# محوطه چن جانقلی
محوطه چن جانقلی مربوط به دوران پیش از تاریخ ایران باستان است و در شهرستان مهران، روستای منصورآباد واقع شده و این اثر در تاریخ ۱۰ مهر ۱۳۸۰ با شمارهٔ ثبت ۳۹۹۳ به‌عنوان یکی از آثار ملی ایران به ثبت رسیده است.